# Poropoea morimotoi
Poropoea morimotoi är en stekelart som beskrevs av Hirose 1963. Poropoea morimotoi ingår i släktet Poropoea och familjen hårstrimsteklar. Inga underarter finns listade i Catalogue of Life.